# Коротконосая белоглазая акула
Коротконосая белоглазая акула (лат. Centroscymnus owstonii) — вид рода белоглазых акул семейства сомниозовых акул отряда катранообразных. Распространён в Атлантическом океане на глубине до 1164 м. Максимальный зарегистрированный размер 121 см. Шипы у основания спинных плавников, как правило, не видны. Окраска чёрная или чёрно-коричневая.

## Таксономия
Первое научное описание белоглазых колючих акул было дано в 1906 году. Голотип представляет собой самца длиной 78 см, пойманного в восточной Атлантике у берегов Мадейры. Видовое название происходит от слов др.-греч. κρυπτός — «тайный», «скрытый», «замаскированный» и др.-греч. κανϑός — «обод колеса»

## Ареал
Коротконосые белоглазые акулы обитают в восточной и северо-восточной Атлантике у берегов Уругвая, Сенегала и Мадейры. Они встречаются в верхней части материкового склона на глубине от 400 до 1164 м.

## Описание
У коротконосых белоглазых акул коренастое цилиндрическое тело, которое слабо сужается к хвосту. Рыло довольно длинное, преоральное расстояние примерно равно дистанции между ртом и первой жаберной щелью и ширине рта. Губы довольно толстые и мясистые. Верхняя губная борозда очень короткая. Нижние зубы имеют форму лезвий и оснащены короткими остриями. Верхние зубы в форме ланцетов. Второй спинной плавник существенно выше первого. У основания спинных плавников имеются крошечные шипы, которые, как правило, не видны. Первый спинной плавник выдается вперед в виде гребня, его основание находится над основаниями грудных плавников. Длина основания второго спинного плавника намного превышает расстояние между спинными плавниками. Грудные плавники довольно крупные. Овальные глаза вытянуты по горизонтали, позади имеются брызгальца. Тело покрыто крупными и гладкими плакоидными чешуйками. Окраска чёрная или коричнево-чёрная.

## Биология
Самцы и самки коротконосых белоглазых акул достигают половой зрелости при длине 72—84 см и 102—104 см, соответственно. Они размножаются яйцеживорождением.

## Взаимодействие с человеком
Не являются объектами коммерческого рыбного промысла. Международный союз охраны природы ещё не оценил статус сохранности данного вида.